# Partido judicial de Mislata
El partido judicial de Mislata es uno de los dieciocho partidos judiciales de la provincia de Valencia; en concreto se trata del partido judicial n.º 16 de la provincia de Valencia.
El ámbito territorial, que viene regulado por el Real Decreto 529/1983, de 9 de marzo, comprende los municipios de:
- Mislata
- Chirivella